# Леонардо Родрігес
Леонардо Родрігес (ісп. Leonardo Rodríguez, нар. 27 серпня 1966, Ланус) — аргентинський футболіст, півзахисник.

## Клубна кар'єра
У дорослому футболі дебютував 1983 року виступами за команду клубу «Ланус», в якій провів п'ять сезонів, взявши участь у 61 матчі чемпіонату.
Згодом з 1988 по 1991 рік встиг змінити декілька аргентинських команд — грав за «Велес Сарсфілд», «Аргентинос Хуніорс» та  «Сан-Лоренсо»
1991 року переїхав до Європи, де по одному сезону відіграв за французький «Тулон», італійську «Аталанту», німецьку «Боруссію» (Дортмунд) та знову за «Аталанту».
1995 року уклав контракт з чилійським клубом «Універсідад де Чилі», кольори якого захищав до 2001. У цей же період деякий час провів у Мексиці, де грав за столичну «Америку».
2001 року повернувся на батьківщину, до клубу «Сан-Лоренсо». Наступного року перейшов до «Лануса», у складі якого й завершив виступи на професійному рівні того ж 2002 року.

## Виступи за збірну
1991 року дебютував в офіційних матчах у складі національної збірної Аргентини. Протягом кар'єри у національній команді, яка тривала 4 роки, провів у формі головної команди країни 27 матчів, забивши 2 голи.
У складі збірної був учасником чемпіонату світу 1994 року у США, розіграшу Кубка Конфедерацій 1992 року у Саудівській Аравії, здобувши того року титул переможця турніру, а також двох тріумфальних для аргентинців розіграшів Кубка Америки — 1991 року у Чилі та 1993 року в Еквадорі.

## Титули і досягнення
- Володар Кубка Конфедерацій: 1992
- Володар Кубка Америки: 1991, 1993
- Володар Кубка Артеміо Франкі: 1993